# Burton F. Ellis
Burton French Ellis (* 13. September 1903 in Troy (Idaho); † 29. Dezember 2000) war ein US-amerikanischer Jurist.
Seine Eltern waren Remington Peter Ellis (1870–1935) aus Iowa und Jennie Prudence Sullivan (1885–1970) aus Washington. Sein älterer Bruder war William Barber Ellis (1901–1990).
Seine Kindheit verbrachte er ab 1904 in Lewiston, Idaho; Spokane, Washington; Manchester, Iowa; Humphrey, Idaho und auf Ranchs in Montana.
Während des Colleges war er aktiv am Reserve Officer Training Corps. Ab Anfang der 1920er besuchte er die University of Idaho, wo er Mitglied der Bruderschaft Alpha Tau Omega wurde und in den Semesterferien auf den Ölfeldern in Kalifornien arbeitete. Nach seinem Bachelor of Laws 1929 absolvierte er in Los Angeles Kurse in Recht und Buchhaltung. Hier heiratete er Dee Hoffman (1908–1998) aus Kansas City. Er arbeitete 1929–1942 für die Texas Company als Steueranwalt und wurde 1938 nach New York City versetzt.
Er gehörte der Nationalgarde in Kalifornien und New York City an, nahm 1942 Militärurlaub und schloss sich als 1st Lieutenant dem Air Corps an. Nach dem Training wurde er nach Miami Beach und Atlantic City verlegt, wo er internationales und militärisches Recht unterrichtete und der Assistant Staff Judge Advocate war.
Als solcher diente er 1943/44 bei den Army Air Forces am Kriegsschauplatz China Burma India Theater. Nach weiterer Ausbildung in der Rechtsabteilung der Armee wurde er 1945 mit dem Army War Crimes Branch (siehe War Crimes Program) nach Frankreich und Deutschland entsandt, wo er die Verantwortung für alle in Deutschland, Frankreich, Belgien, Österreich, Luxemburg und den Niederlanden tätigen Ermittlungsgruppen übernahm. 1946 wurde er Chief Trial Counsel beim Malmedy-Prozess. Danach wurde er nach Dachau verlegt, wo er etwa 900 Mitarbeiter bei der Ermittlung und Verfolgung von über 1100 Angeklagten zu Kriegsverbrechen befehligte (separat von den Nürnberger Prozessen). 1948–1950 beaufsichtigte er am Militärstützpunkt Presidio in San Francisco alle  Armee-Rechtsaktivitäten in acht westlichen Staaten.
Bei Ausbruch des Koreakriegs 1950 wurde er mit der 2. US-Infanteriedivision in Korea eingesetzt und überwachte dort bis 1953 im I.Corps alle juristischen Aktivitäten, einschließlich Kriegsverbrechen.
1953–1955 lebte er mit seiner Frau in Washington DC, wo er in mehr als 3000 Fällen Angeklagte in Militärgerichts-Beschwerden vertrat. Danach wurde er nach Honolulu verlegt und wurde Judge Advocate für alle Aktivitäten in Hawaii, den Philippinen, Guam, Thailand, Kambodscha und Vietnam (siehe Judge Advocate General’s Corps). Im November 1958 zog er sich als Colonel aus dem aktiven Dienst zurück.
Seinen Ruhestand verbrachte er im kalifornischen Merced, wobei er eine private Rechtspraxis eröffnete, Mandeln züchtete und mit seinem Bruder Bill eine Ranch  in Montana betrieb. Der  University of Idaho’s law school vermachte er mit  $ 6 Millionen die seinerzeit höchste Zuwendung. Bestattet ist er auf dem Nationalfriedhof Arlington.